# کاملاً غریبه (فیلم ۲۰۰۷)
کاملاً غریبه (به انگلیسی: Perfect Stranger) فیلمی است محصول سال ۲۰۰۷ و به کارگردانی جیمز فولی است. در این فیلم بازیگرانی همچون هلی بری، بروس ویلیس، جووانی ریبیسی، فلورنسیا لوزانو، جیسون اشتون، پتی دی آبانویلی، گری دوردان، سله‌آ لویس، دانیلا ون گراس، تامارا فلدمن، نیکی ایکاکس، پائولا میراندا ایفای نقش کرده‌اند.

## خلاصه داستان
یک روزنامه نگار،به صورت پنهانی مرد تارجری به نام هریسون هیل را به عنوان مظنون قتل دوست دوران کودکی اش مورد تعقیب قرار میدهد؛او با وانمود کردن به عنوان دستیار موقت هریسون هیل وارد یک بازی موش گربه ی آنلاین میشود.